# Quinta dos Espadeiros
Quinta dos Espadeiros é uma propriedade rural do século XVII, na freguesia de Laranjeiro, Almada, Portugal, constituida por casa de habitação, dependencias de lavoura, capela e terrenos agrícolas.